# Laver Cup 2017
Laver Cup 2017 var den första upplagan av Laver Cup och spelades mellan den 22 och 24 september 2017 i O2 Arena i Prag i Tjeckien.
Europa vann denna första upplaga av turneringen.

## Matcher
Varje matchvinst under dag ett gav en poäng till laget, varje matchvinst under dag två gav två poäng till laget och varje matchvinst under dag tre gav tre poäng till laget. Det lag som först nådde 13 poäng vann.
| Dag | Datum        | Matchtyp | Europa                       | Poäng | Övriga världen           | Totalställning |
| --- | ------------ | -------- | ---------------------------- | ----- | ------------------------ | -------------- |
| 1   | 22 september | Singel   | Marin Čilić                  | 1–0   | Frances Tiafoe           | 1–0            |
| 1   | 22 september | Singel   | Dominic Thiem                | 1–0   | John Isner               | 2–0            |
| 1   | 22 september | Singel   | Alexander Zverev             | 1–0   | Denis Shapovalov         | 3–0            |
| 1   | 22 september | Dubbel   | Tomáš Berdych / Rafael Nadal | 0–1   | Nick Kyrgios / Jack Sock | 3–1            |
| 2   | 23 september | Singel   | Roger Federer                | 2–0   | Sam Querrey              | 5–1            |
| 2   | 23 september | Singel   | Rafael Nadal                 | 2–0   | Jack Sock                | 7–1            |
| 2   | 23 september | Singel   | Tomáš Berdych                | 0–2   | Nick Kyrgios             | 7–3            |
| 2   | 23 september | Dubbel   | Roger Federer / Rafael Nadal | 2–0   | Sam Querrey / Jack Sock  | 9–3            |
| 3   | 24 september | Dubbel   | Tomáš Berdych / Marin Čilić  | 0–3   | John Isner / Jack Sock   | 9–6            |
| 3   | 24 september | Singel   | Alexander Zverev             | 3–0   | Sam Querrey              | 12–6           |
| 3   | 24 september | Singel   | Rafael Nadal                 | 0–3   | John Isner               | 12–9           |
| 3   | 24 september | Singel   | Roger Federer                | 3–0   | Nick Kyrgios             | 15–9           |